# Bodenmeer
Het Bodenmeer, of meestal uit het Duits onvertaald de Bodensee, soms ook het Meer van Konstanz naar de aan het meer gelegen gelijknamige stad, is een meer in het grensgebied van Oostenrijk, Duitsland en Zwitserland – het betreft de Oostenrijkse deelstaat Vorarlberg, de Duitse deelstaten Baden-Württemberg en Beieren en de Zwitserse kantons St. Gallen, Thurgau en Schaffhausen. Het meer bestaat uit  de Obersee (473 km²) en de Untersee (63 km²) met daartussen een 4 km lang verbindingskanaal. Het  wordt grotendeels gevoed door de Rijn, de Alpenrijn, die het meer in het oosten instroomt en in het westen, aan het westelijke uiteinde van de Untersee weer verlaat. Door het grootste deel van het meer, de Obersee, loopt geen grens, aangezien het staatkundig een condominium is met een gedeelde soevereiniteit.

## Geografie
Alleen in zeer strenge winters vriest het Bodenmeer dicht. Lokaal wordt dit een 'Seegefrörne' genoemd. In sommige jaren is de vorst zo streng dat het Bodenmeer veilig door een grote mensenmassa kan worden betreden. Als dit zich voordoet, is het sinds 1573 traditie dat een houten buste van de evangelist Johannes in processie over het ijs wordt uitgewisseld tussen de pastorie van Hagnau in Duitsland en het klooster van Münsterlingen in Zwitserland. Deze ijsprocessie heeft voor het laatst plaatsgevonden op 12 februari 1963. De buste bevindt zich sindsdien in Münsterlingen.
Vanaf 1899 werden zeppelins gebouwd in een drijvende bouwhal op het meer. Een drijvende hal was belangrijk omdat het mogelijk moest zijn de hal op de wind te richten. Later werd vliegtuigfabriek Dornier aan het Bodenmeer gevestigd. Deze vestigingsplaats maakte oorspronkelijk de productie van watervliegtuigen gemakkelijk. Sinds 1990 stelt de Duitse overheid strenge eisen aan de bebouwing langs het Bodenmeer. Zo mocht de vliegtuigfabriek alleen uitbreiden indien de nieuwe gebouwen niet vanaf het water waren te zien. Zo wil de Duitse overheid het landschappelijk schoon van het Bodenmeer bewaren.
De Rijn stroomafwaarts komt men in Stein am Rhein en daarna in Schaffhausen, bekend om zijn waterval, de Rheinfall.

## Etymologie
Rond 43 n.Chr. noemt de Romeinse geograaf Pomponius Mela voor het eerst de Obersee Lacus Venetus en de Untersee Lacus Acronius. Rond 75 n.Chr. spreekt de natuuronderzoeker Plinius de Oudere van de Lacus Raetiae Brigantius vanwege de Romeinse vestiging Brigantium (Bregenz) aan het meer. Ammianus Marcellinus noemt het meer later Lacus Brigantiae.
De hedendaagse Duitse naam Bodensee is een afleiding van de plaatsnaam Bodman (in het Oudhoogduits waarschijnlijk Bodamon) dat in het westen aan het meer ligt.

## Aangrenzende steden
De grootste steden aan het meer zijn Konstanz en Friedrichshafen in Duitsland en Bregenz in Oostenrijk. Kleinere plaatsen aan het meer zijn:
In Duitsland: Meersburg, Hagnau, Immenstaad, Langenargen, Kressbronn, Nonnenhorn, Wasserburg, Lindau, op een eiland verbonden met een brug, Uhldingen-Mühlhofen, met het paalwoningmuseum, Salem en Heiligenberg, Birnau met een beroemd klooster, en het eiland Reichenau, bekend door de middeleeuwse abdij
en in Zwitserland: Arbon en Romanshorn.
Tussen Friedrichshafen in Duitsland en Romanshorn in Zwitserland, en tussen Meersburg en Konstanz, beide in Duitsland, wordt een veerdienst voor autoverkeer onderhouden.

## Eilanden
Het Bodenmeer omvat tien eilanden die allemaal groter zijn dan 2000 m². Het grootste eiland is Reichenau in de Untersee in de gemeente Reichenau. Op het eiland bevindt zich het toenmalige klooster Reichenau dat sinds 2000 een UNESCO-werelderfgoed is. Het eiland staat bekend om haar intensieve groente- en fruitteelt. Het op een na grootste eiland is Lindau in het oosten van de Obersee. Zowel de oude stad als het centraal station van de stad Lindau zijn op het eiland gelegen. Het op twee na grootste eiland is Mainau in het zuidoosten van de Überlinger See. De eigenaars – de familie Bernadotte – hebben het eiland voor toeristen geopend. Attracties zijn bijvoorbeeld botanische inrichtingen en dierverblijven. Groot maar onbewoond zijn de twee eilanden Triboldingerbohl (13 ha) en Langbohl (3 ha), die deel uitmaken van een ontoegankelijk natuurreservaat.
Andere eilanden in de Obersee:
- Dominikanerinsel (2 ha, door een zes meter brede slotgracht van de oude stad van Konstanz gescheiden)
- Eiland Hoy bij Lindau
- Tien kunstmatig aangelegde eilanden aan de Rijndam (waterkant Fußach)
- Inseli in de haven van Romanshorn
- Wolvarkeneiland (officieel Wullesaueinsel) bij het Seepark in Kreuzlingen

Andere eilanden in de Untersee:
- De Werd-eilanden (eiland Werd, Mittleres Werdli en Unteres Werdli) liggen bij de uitstroom van de Rijn en zijn de enige Bodenmeer-eilanden die bij Zwitserland horen.
- Het Liebesinsel (Liefdeseiland) (0,2 ha) is een onbewoond eiland in het zuidwesten van het schiereiland Mettnau.

## Natuurreservaten

#### Obersee

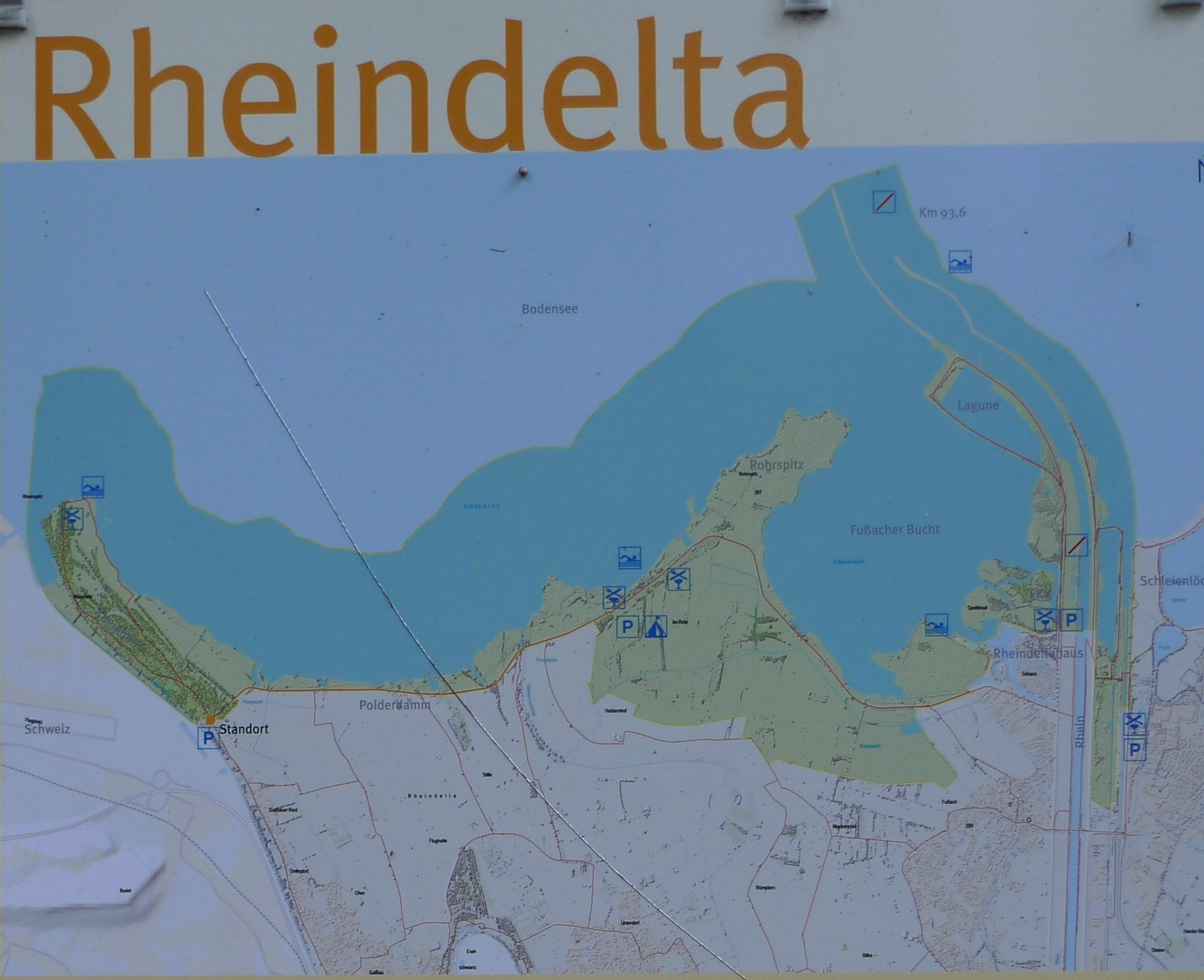
Informatiebord Rheindelta

Het grootste natuurgebied bij het Bodenmeer draagt de voor Nederlanders verwarrende  naam Rheindelta (Rijndelta)  en ligt grotendeels in Oostenrijk.  Het loopt langs de waterkant van het Bodenmeer tussen de monding van de Alter Rheinlauf tot aan de Dornbirner Ach bij Hard. Sinds 1982 werden daar meer dan 340 vogelsoorten waargenomen. Aan de Zwitserse kant van de Alte Rhein ligt het natuurreservaat Naturschutzgebiet Altenrhein. Verdere natuurgebieden zijn het Naturschutzgebiet Wasserburger Bucht, het Gebiet des Flusses Argen, en het Eriskircher Ried.

#### Überlinger See
De Seefelder Aachmündung en de Sipplinger Dreieck zijn natuurgebieden bij de Überlinger See. In Baden-Württemberg is er een groot natuurgebied (Naturschutzgebiet Bodenseeufer) dat vier kleinere natuurgebieden omvat (Bodman-Ludwigshafen, Untere Güll, Konstanz, Markelfingen).

#### Untersee
Het Wollmatinger Ried bij Konstanz is sinds 1973 een Europees natuurreservaat. Het is een belangrijke vogelbroedplaats en mag daarom – afhankelijk van het seizoen – alleen maar in het kader van rondleidingen worden betreden.

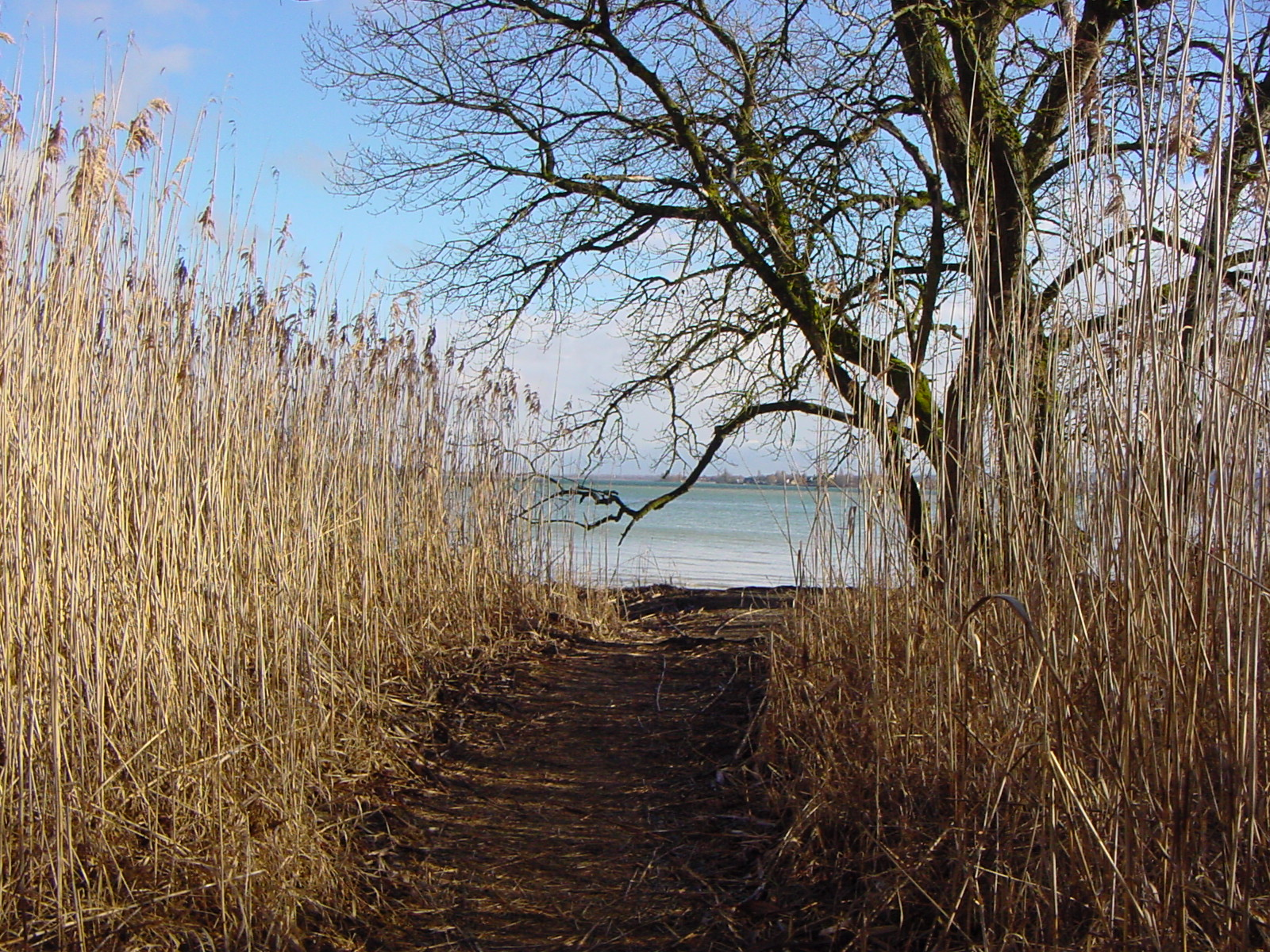
Schiereiland Mettnau

Langs de Zwitserse oever tussen Konstanz en Gottlieben zijn er talrijke natuurgebieden, tussen Gottlieben en Ermatingen is er het natuurreservaat Espenriet, en bij Stein am Rhein is er het Wasser- und Zugvogelreservat Untersee und Rhein.

#### Zeller See
Regionaal belang als broedgebied voor eenden hebben zowel het schiereiland Mettnau (Naturschutzgebiet Mettnau) als ook het mondingsgebied van de Radolfzeller Aach bij de Zeller See. De grote eendenvijver op Mettnau ontstond toevallig tijdens bouwwerkzaamheden. Bij de monding is er een slaapplaats voor waterpiepers.

## Recreatie, toerisme en sport
De toeristische sector is een belangrijke economische factor voor de regio rond het Bodenmeer. De omzet bedroeg in 2014 € 3,8 miljard, waarvan de helft afkomstig van dagtoeristen en de andere helft van overnachtingstoeristen.
De regio rond het Bodenmeer biedt een rijk toeristisch aanbod met een goede infrastructuur voor bezoekers. Relevant voor het toerisme zijn de steden Konstanz, Überlingen, Meersburg, Friedrichshafen en Lindau. Het eiland Mainau, de Bedevaartskerk van Birnau, talrijke kastelen zoals de Abdij van Salem en het Kasteel Meersburg zijn eveneens relevant. Verder beschikt de regio over musea, bijvoorbeeld het Zeppelinmuseum en het Dornier-museum in Friedrichshafen, het meermuseum in Kreuzlingen, het Joodse museum in Hohenems, en het UNESCO-werelderfgoed Reichenau.
Langs het Bodenmeer voeren het Bodensee-wandelpad en Bodensee-fietspad. Populaire sporten op het Bodenmeer zijn surfen, kitesurfen, duiken, en zwemmen.

#### Wandel- en pelgrimspaden

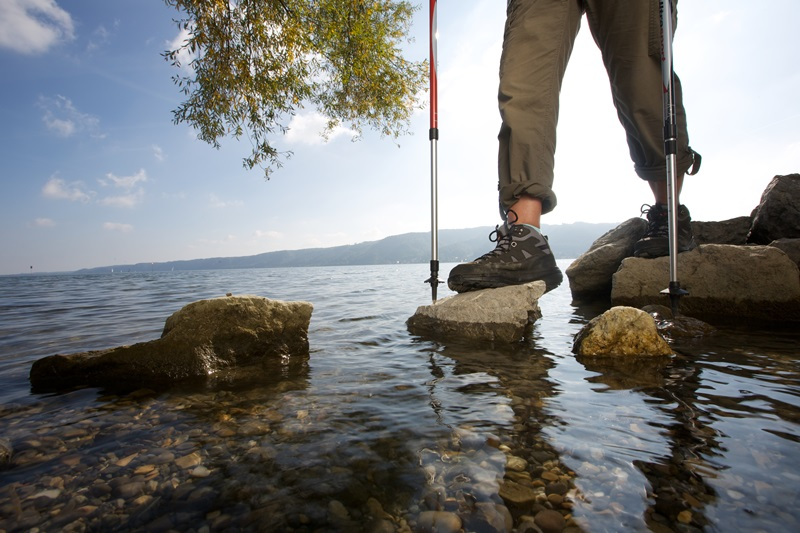
"Seegang"-wandeling op het Bodenmeer

Het Bodensee-wandelpad (Duits: Bodensee-Rund(wander)weg) leidt door de grondgebieden van Duitsland, Oostenrijk en Zwitserland rond het Bodenmeer. Het is vooral bepaald voor wandelaars maar ook fietsers maken gebruik van het wandelpad. Verder trekt de omgeving van het Bodenmeer bedevaartgangers. Reeds lange tijd fungeert het als referentiepunt van belangrijke pelgrimspaden:
- de Via Beuronensis (een pelgrimsroute naar Santiago de Compostella, tussen de Neckar en het Bodenmeer via de Schwäbische Alb)
- de Oberschwäbische Jakobspilgerweg (een deel van een pelgrimsroute naar Santiago de Compostella in Baden-Württemberg)
- de Beiers-Zwabische Jakobusweg (voert van het Westallgäu naar het meer neer)
- de Schwabenweg (verbindt Zwitserland met het Bodenmeer nabij Konstanz)

Ook de Europese wandelroutes lopen deels langs het Bodenmeer. Het meer staat dan symbool voor de connectie tussen de volken.
- Wandelroute E1 (loopt van Noorwegen tot aan de Middellandse Zee)
- Wandelroute E4 (loopt van Spanje naar het Griekse deel van het eiland Cyprus)
- Wandelroute E5 (loopt via de Centrale Alpen naar Italië)

## Cultuur
De grootste festivals in de regio zijn het Bodenseefestival (sinds 1989 elk jaar in mei langs het Bodenmeer; met gastdirigenten zoals Ton Koopman en Jaap ter Linden), en de Bregenzer Festspiele (sinds 1946 elk jaar in juli/augustus in Bregenz). Andere populaire festivals zijn het muziekfestival Rock am See in Konstanz, de Bregenzer Frühling in Bregenz, de SummerDays Festival in Arbon, en het tentenfestival in Kulturufer Friedrichshafen.

### Bregenzer Festspiele
De Bregenzer Festspiele is een cultuurfestival in Bregenz dat elk jaar in juli en augustus plaatsvindt. Met opera's en musicals zoals Die Zauberflöte, West Side Story en Carmen trekken de Bregenzer Festspiele jaarlijks honderdduizenden toeschouwers. Noemenswaardig is de Seebühne, een indrukwekkend podium in het Bodenmeer waarop tonelen gespeeld worden.
De Bregenzer Festspiele vond voor het eerst in 1946 plaats, één jaar na afloop van de Tweede Wereldoorlog. De stad Bregenz beschikte destijds niet over een schouwburg en dus bedacht men een noodoplossing: een podium op het Bodenmeer als toneel. Met toeschouwers uit Oostenrijk, Frankrijk, Duitsland en Zwitserland was het festival gelijk in het eerste jaar een internationaal succes Tijdens het eerste festival in 1946 werd als ‘Spiel am See’, Mozart's ‘Bastien und Bastienne’ als ballet gechoreografeerd.
Het cultuurfestival is nog steeds populair. In 2015 bezochten in totaal 228.000 bezoekers dit cultuurfestival

## Afbeeldingen

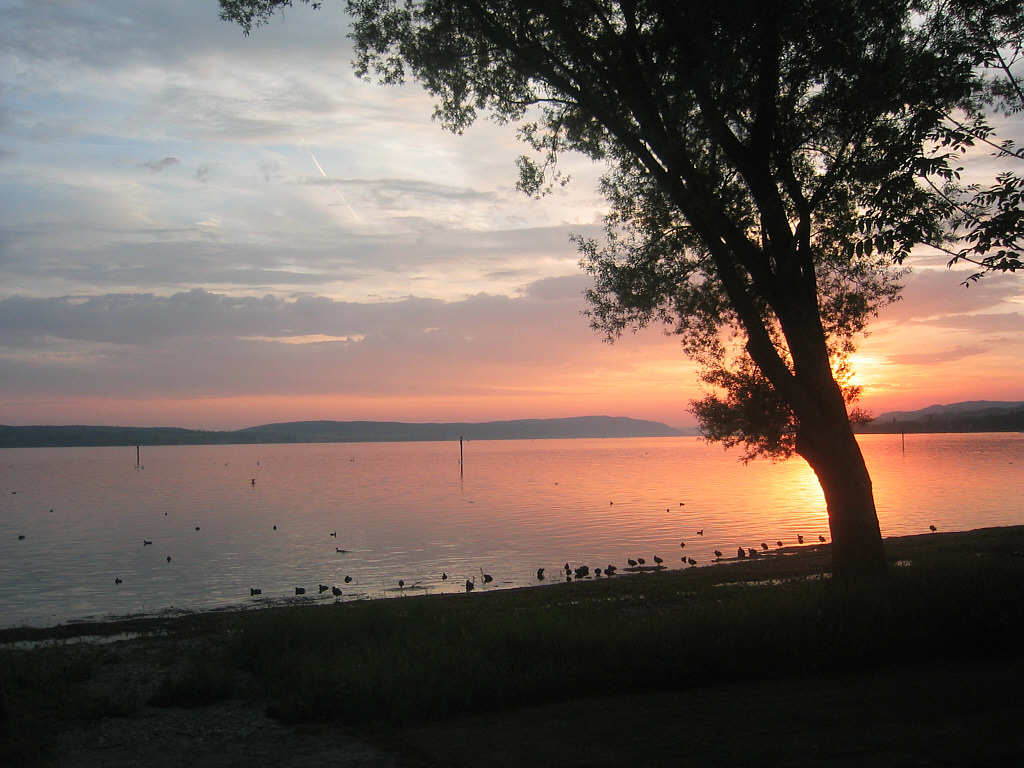
Zonsondergang
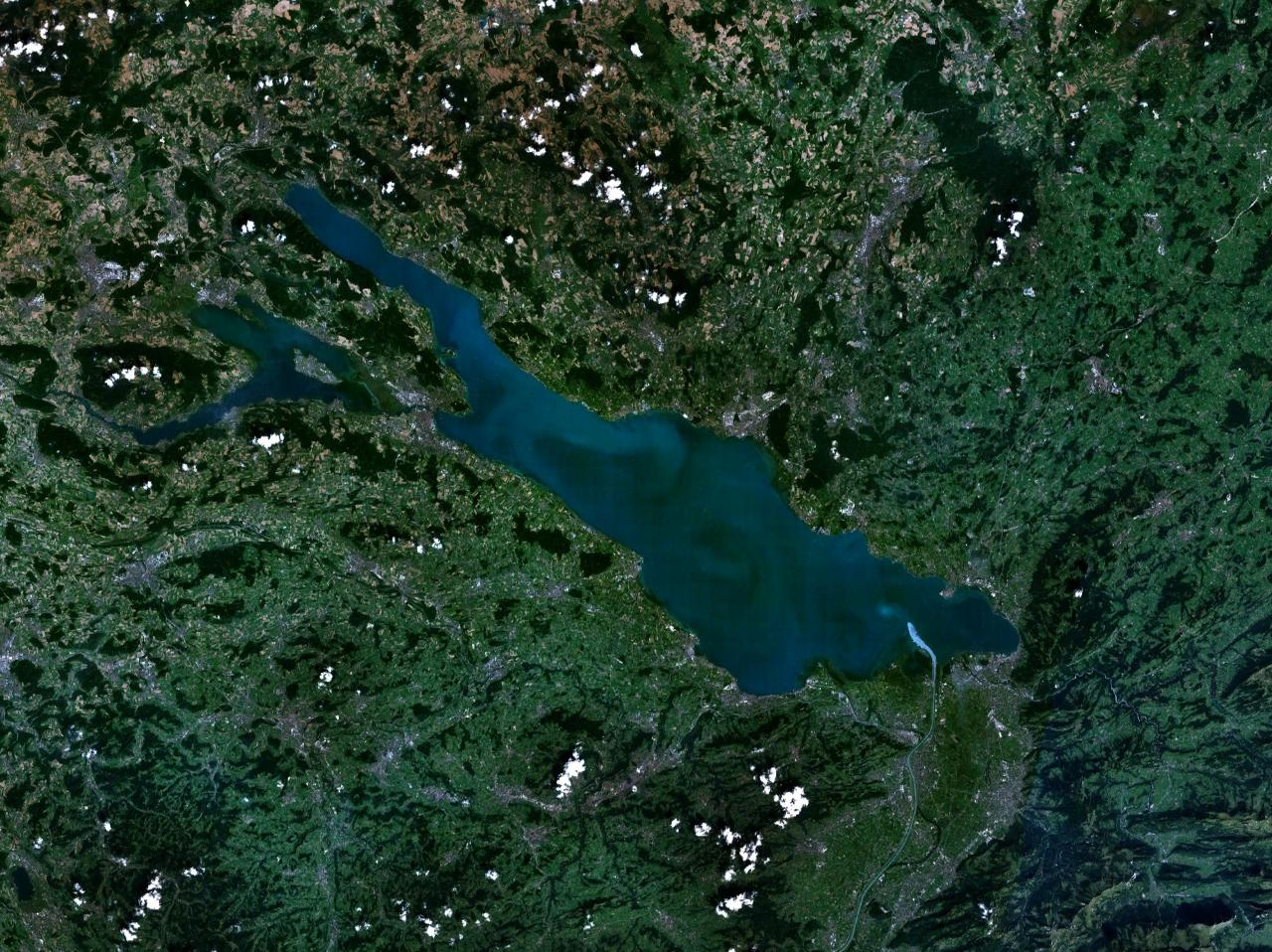
Satellietfoto
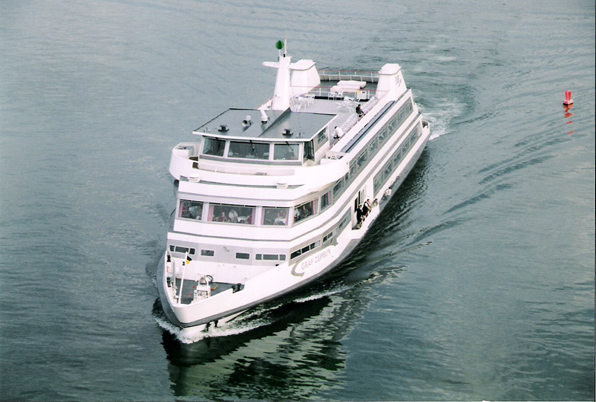
Veerboot
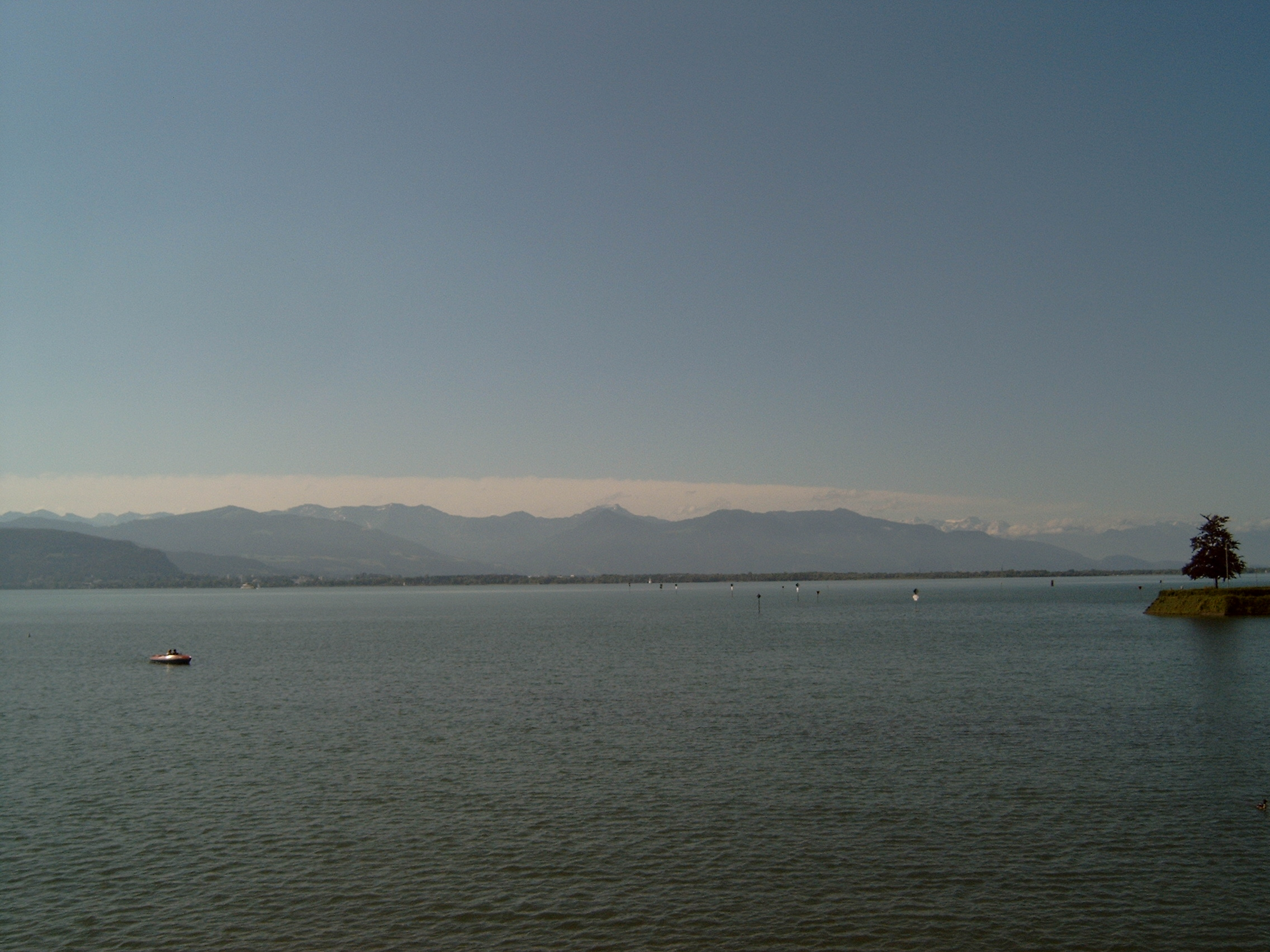
Bodenmeer bij Lindau

Meer van Ägeri · Meer van Biel · Bodenmeer · Meer van Brienz · Meer van Genève · Meer van Lugano · Lago Maggiore · Meer van Murten · Meer van Neuchâtel · Meer van Thun · Triftmeer · Vierwoudstrekenmeer · Walenmeer · Meer van Zug · Meer van Zürich